# 西祖谷山村下名
西祖谷山村下名（にしいややまむらしもみょう）は、徳島県三好市の町名。郵便番号は779-5171。

## 地理
三好市の中央部に位置。東は西祖谷山村小祖谷・西祖谷山村坂瀬、南は東祖谷小島、西は西祖谷山村善徳・池田町松尾、北は池田町漆川とそれぞれ接する。池田町松尾との間には紅葉の名所として知られる竜ヶ岳があり、東洋一の高さを誇る絶壁といわれている。

### 河川
- 松尾川

## 歴史
- 2006年（平成18年）3月1日 - 三好郡西祖谷山村が三野町・池田町・山城町・井川町・東祖谷山村と合併して三好市が発足し、現在の町名となる。

## 世帯数と人口
2021年（令和3年）12月31日現在の世帯数と人口は以下の通りである。
| 町丁           | 世帯数 | 人口 |
| -------------- | ------ | ---- |
| 西祖谷山村下名 | 0世帯  | 0人  |

## 小・中学校の学区
市立小・中学校に通う場合、学区は以下の通りとなる。
| 番地 | 小学校             | 中学校               |
| ---- | ------------------ | -------------------- |
| 全域 | 三好市立檪生小学校 | 三好市立西祖谷中学校 |

## 施設
- 竜ヶ岳 - にし阿波お勧めビューポイント100選選定。
- 竜ヶ岳の名水
- 三社神社

## 交通

### 鉄道
- 最寄駅はJR土讃線の大歩危駅。

### 道路
都道府県道
- 徳島県道149号腕山宮石線